# يوستاس بلفور

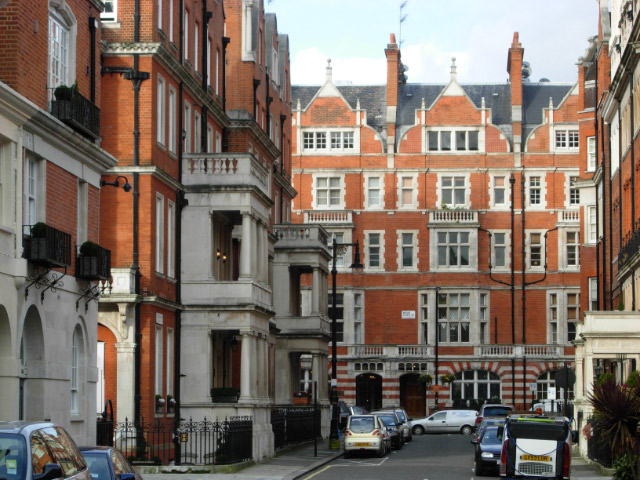
بلفور بليس في منطقة مايفير في لندن، صممه وسمي باسم يوستاس بلفور

العقيد يوستاس جيمس أنتوني بلفور ولد في 8 يونيو 1854 - وتوفي في 14 فيفري 1911 كان مهندسًا معماريًا اسكتلنديًا مقيمًا في لندن. شقيق رئيس وزراء بريطاني وابن أخ آخر، بنيت حياته المهنية على الروابط العائلية. كانت والدته ابنة مركيز، وكانت زوجته فرانسيس ، وهي مناصرة مشهورة لحق المرأة في التصويت، ابنة دوق. كانت أخت زوجة فرانسيس هي الأميرة لويز ، ابنة الملكة فيكتوريا الحاكمة.

## حياته
ولد في منزل ويتنغهام في شرق لوثيان، وهو الابن الأصغر بين خمسة أبناء لجيمس ميتلاند بلفور وزوجته الليدي بلانش ماري هارييت جاسكوين سيسيل، ابنة جيمس جاسكوين سيسيل، مركيز سالزبوري الثاني . كان جده لأبيه جيمس بلفور من النابوب الذي جمع ثروة العائلة كمقاول و يزود البحرية الملكية في الهند وأصبح عضوًا في حزب المحافظين في البرلمان (MP)، بينما كان والد والدته وزيرًا في حكومة المحافظين في خمسينيات القرن التاسع عشر. .